# Brâncoveni
Brâncoveni is een Roemeense gemeente in het district Olt.
Brâncoveni telt 3047 inwoners.